# Seznam nemških botanikov
Seznam nemških botanikov.

## A
- Paul Friedrich August Ascherson (1834 - 1913)

## B
- Anton de Bary (1831 - 1888)
- Erwin Baur (1875 - 1933)
- Günther von Mannagetta und Lërchenau Beck (1856 - 1931)
- Volker Bittrich (1954 -)
- Hieronymus Bock (1489 - 1554)
- Johann Otto Boeckeler (1803 - 1899)
- Henry Nicholas Bolander (1831 - 1897)
- August Gustav Heinrich von Bongard (1786 - 1839)
- Clemens Maria Franz von Bönninghausen (1785 - 1864)
- Joseph Friedrich Nicolaus Bornmüller (1862 - 1948)
- Alexander Braun (1805 - 1877)
- Eduard Buchner (1860 - 1917)

## C
- Rudolf Jakob Camerer (1665 - 1721)
- Adelbert von Chamisso (1781 - 1838)
- Valerius Cordus (1515 - 1544)
- Carl Correns (1864 - 1933)

## D
- Carl Georg Oscar Drude (1852 - 1933)

## E
- Christian Gottfried Ehrenberg (1795 - 1876)
- August Wilhelm Eichler (1839 - 1887)
- Heinz Ellenberg (1913 - 1997)
- Adolf Engler (1844 - 1930)
- Katherine Esau (1898 - 1997)
- Johann Friedrich von Eschscholtz (1793 - 1831)
- Theodor Friedrich Ludwig Nees von Esenbeck (1787 - 1837)
- Christian Gottfried Daniel Nees von Esenbeck (1776 - 1858)

## F
- Franz Xaver Fieber (1807 - 1872)
- Franz Firbas (1902 - 1964)
- Leonhart Fuchs (1501 - 1566)

## G
- Karl Friedrich von Gaertner (1772 - 1850)
- Benjamin Peter Gloxin (1756 - 1794)
- Johann Friedrich Gmelin (1748 - 1804)
- Johann Georg Gmelin (1709 - 1755)
- Samuel Gottlieb Gmelin (1744 - 1774)
- August Grisebach (1814 - 1879)

## H
- Lorenz Heister (1683 - 1758)
- Wilhelm Hofmeister (1824 - 1877)
- David Heinrich Hoppe (1760 - 1846)

## I
- Paul Erdmann Isert (1756 - 1789)

## J
- Franz Wilhelm Junghuhn (1809 - 1864)

## K
- Hans Kniep (1881 - 1930)
- Johann Hieronymus Kniphof (1704 - 1763)
- Emil Friedrich Knoblauch (1864 - 1936)
- Leopold Kny (1841 - 1916)
- Friedrich August Rudolph Kolenati (1812 - 1864)
- Joseph Gottlieb Kölreuter (1733 - 1806)
- Gustav Hermann Krumbiegel (1865 - 1956)
- Klaus Kubitzki (1933 - 2022)

## L
- Gerhard Lang (1924 - 2016)
- Carl Friedrich von Ledebour (1786 - 1851)
- Johann Georg Christian Lehmann (1792 - 1860)
- Christian Friedrich Lessing (1809 - 1862)
- Franz Kaspar Lieblein (1744 - 1810)
- Johann Heinrich Friedrich Link (1767 - 1851)

## M
- Carl Christian Mez (1866 - 1944)
- Carl August Julius Milde (1824 - 1871)
- Hugo von Mohl (1805 - 1872)
- Charles Theodor Mohr (1824 - 1901)
- Hans Mohr (1930 - 2016)
- (Walther) Otto Müller (1833 - 1887)
- Otto von Münchhausen (1716 - 1774)

## O
- Georg Christian Oeder (1728 - 1791)
- Fritz Theodor Overbeck (1898 - 1983)

## P
- Peter Simon Pallas (1741 - 1811)
- Ferdinand Albin Pax (1858 - 1942)
- Wilhelm Pfeffer (1845 - 1920)
- Eduard Friedrich Poeppig (1798 - 1768)
- Karl Anton Eugen Prantl (1849 - 1893)
- Nathanael Pringsheim (1823 - 1894)

## R
- Leonhard Rauwolf (1535 - 1596)
- Heinrich Gustav Reichenbach (1823 - 1889)
- Ludwig Reichenbach (1793 - 1879)

## S
- Julius von Sachs (1832 - 1897)
- Jacob Christian Schäffer (1718 - 1790)
- Heinrich Schenck (1860 - 1927)
- Andreas Franz Wilhelm Schimper (1856 - 1901)
- Diederich Franz Leonhard von Schlechtendal (1794 - 1866)
- Matthias Jakob Schleiden (1804 - 1881)
- Franz von Paula Schrank (1747 - 1835)
- Philipp Johann Ferdinand Schur (1799 - 1878)
- Samuel Heinrich Schwabe (1789 - 1875)
- Berthold Carl Seemann (1825 - 1871)
- Philipp Franz von Siebold (1796 - 1866)
- Kurt Sprengel (1766 - 1833)
- Christian Ernst Stahl (1848 - 1919)
- Günther Staudt (1926 - 2008)

## T
- Hermann Friedrich Teichmeyer (1685 - 1746)
- Otto Wilhelm Thomé (1840 - 1925)
- Ernst Rudolf von Trautvetter (1809 - 1889)
- Ludolph Christian Treviranus (1779 - 1864)
- Carl Bernhard von Trinius (1778 - 1844)

## V
- Joachim Otto Voigt (1798 - 1843)
- Georg Volkens (1855 - 1917)

## W
- Heinrich Karl Walter (1898 - 1989)
- Christian Ehrenfried Weigel (1748 - 1831)
- Carl Ludwig Wildenow (1765 - 1812)
- Philipp Wilhelm Wirtgen (1806 - 1870)

## Z
- Johann Gottfried Zinn (1727 - 1759)